# Batalla de Mostaganem (1558)
La batalla de Mostaganem, también conocida como batalla de Mazagrán o expedición a Mostaganem, fue un conflicto militar ocurrido en agosto de 1558, en el que las tropas del imperio español intentaron tomar la ciudad de Mostaganem, en la actual Argelia, que por entonces estaba controlada por el imperio otomano. El ejército español, comandado por Martín Alonso Fernández de Córdoba, conde de Alcaudete y gobernador de Orán, sufrió una importante derrota que acabó con la muerte del propio conde, y con miles de soldados españoles apresados por el enemigo.

## Antecedentes

### Las expediciones españolas de 1543 y 1547
En 1512, la corona española concedió el señorío de Mostaganem y Mazagrán al alcaide de los Donceles, Diego Fernández de Córdoba, quien no llegó a tomar posesión del mismo. La importancia de estos territorios norteafricanos venía determinada por su localización estratégica entre los emplazamientos de Orán y Argel, controlados a mediados del siglo XVI por el imperio español y el imperio otomano respectivamente.
En 1534, el conde de Alcaudete pasó a hacerse cargo de la plaza fuerte de Orán, de donde partieron sucesivas expediciones para intentar hacerse con el control de Mostaganem.
La primera expedición se realizó en 1543, en la que el conde de Alcaudete y su hijo Alfonso de Córdoba movilizaron un ejército de entre 5000 y 7000 hombres. Salieron el 21 de marzo, y atacaron primero Mazagrán y luego sitiaron Mostaganem. Los turcos mandaron seis navíos desde Argel, y contaban con unos 1500 hombres para defender la ciudad. La ausencia de material de artillería hizo imposible abrir una brecha en la muralla de la ciudad, y tuvieron que levantar el asedio y retirarse por la noche. Los turcos fueron advertidos, y causaron gran cantidad de bajas entre las tropas españolas en su regreso a Orán.
En 1547, el conde Alcaudete realizó una segunda expedición, llegando primero a Mazagrán el 21 de agosto, y pasando posteriormente a Mostaganem. En este caso la ciudad estaba defendida únicamente por cuarenta turcos, aunque después recibieron refuerzos desde Argel. A pesar de los insistentes ataques de artillería de los españoles, la resistencia otomana hizo que las tropas del conde tuvieran que retirarse precipitadamente hacia Orán, sufriendo de nuevo importantes bajas.
Ambas derrotas vinieron propiciadas por una deficiente planificación de las campañas, escasez de munición, y falta de experiencia y de disciplina de las tropas españolas.

### El conflicto entre Marruecos y el imperio otomano
Entre 1556 y 1557, el sultán de Marruecos Mohammed ash-Sheikh preparaba una alianza con España para echar a los turcos del reino de Tremecén y de la regencia de Argel. Sin embargo, el sultán fue asesinado en 1557 por soldados otomanos que se habían infiltrado en su ejército como desertores, siguiendo las órdenes de Hasán Bajá, hijo de Jeireddín Barbarroja y gobernador de Argel. En marzo de 1558 los otomanos habían invadido el territorio de Marruecos, ahora gobernado por el sultán Abdallah al-Ghalib, y marchaban hacia Fez. Sin embargo tuvieron que retirarse tras la batalla de Wadi Al-Laban, al enterarse de las intenciones del conde de Alcaudete de atacar Mostaganem.

## La batalla
En 1557, el conde de Alcaudete marchó hacia España para solicitar permiso para una nueva expedición hacia Mostaganem, y dejó a cargo del gobierno de Orán a su hijo Martín de Córdoba. A comienzos de 1558, Juana de Austria, gobernadora de España en ausencia de su hermano Felipe II, concedió permiso a Martín Alonso para reclutar 8000 hombres en el mes de febrero de ese año. Finalmente se reclutó una cantidad mayor de hombres, que osciló entre los 10 000 y los 12 000. El transporte de las tropas hacia Orán se realizó desde los puertos de Málaga y de Cartagena, siendo comandado el primer grupo por Martín de Córdoba y el segundo por su padre el conde de Alcaudete. Estando en Cartagena, el conde recibió noticias de que el sultán marroquí no podía participar en la contienda. A pesar del contratiempo decidió continuar con los planes, confiando en recibir el apoyo de las tribus locales del reino de Tremecén o de la provincia de Orán, ayuda que finalmente no tuvo.
El conde de Alcaudete partió de Cartagena con unos 6000 hombres, acompañado del coronel Francisco de Benavides y Fernández de Córdoba, y comunicó a su hijo que hiciera lo mismo sin mucha dilación, de modo que ambos grupos se reuniesen en Orán. Las tropas de Cartagena llegaron primero, y se asentaron en las afueras de Orán a comienzos de julio. La flota de Málaga no llegó hasta el 24 de julio. Las tropas allí desplegadas empezaron a sufrir escasez de víveres, y los intentos del conde de Alcaudete de recabar apoyos de las tribus autóctonas no tuvo éxito, ya que consideraban que las tropas españolas eran escasas para semejante campaña.
A mediados de agosto de 1558 Martín Alonso movilizó a todo su ejército para partir hacia Mostaganem. El conde había retrasado varias semanas el ataque, en contra de las recomendaciones de su hijo, que era partidario de haber atacado antes y evitar que las tropas enemigas tuvieran tiempo de agruparse. El coronel Benavides se mostró contrario a la campaña, debido principalmente a las dificultades para trasladar la munición y los víveres, aunque finalmente se decidió su transporte por mar hasta Mazagrán y que se reunieran allí con las tropas de tierra. Las tropas de tierra llegaron a Mazagrán el 23 de agosto, donde se enfrentaron victoriosamente contra unos 500 o 600 turcos que defendían el lugar. Sin embargo, las dos naos que transportaban las provisiones tuvieron que regresar a Orán por encontrarse viento en contra, y los diez bergantines encargados de proteger las naos fueron apresados cerca de Mazagrán por una flota turco-berberisca que volvía de saquear las costas andaluzas.
A pesar de la carencia de víveres, el conde decidió partir hacia Mostaganem el 24 de agosto, convencido de encontrarse en la ciudad la resistencia de unos 3000 hombres. Al final del día las tropas españolas levantaron un campamento en una colina cercana a Mostaganem. A la mañana siguiente tenían las piezas de artillería preparadas, y empezaron a abrir fuego contra la muralla. Sin embargo tuvieron que cesar el ataque por falta de munición, lo que permitió a los sitiados reparar los daños. Desde el mar llegaron naves turco-berberiscas procedentes de Argel que abrieron fuego contra el campamento español, y esa mañana llegó también Hasán Bajá tras cinco días de viaje. Informaron al conde acerca de las fuerzas congregadas por el enemigo: 3000 hombres que había dentro de Mostaganem, unos 10 000 hombres traídos por Hasán Bajá y 1000 en las galeras, y se esperaba que el rey de Tremecén trajera unos 1000 tiradores y gran número de caballería ligera alárabe. La gran cantidad de hombres que inesperadamente reunió el enemigo, unido a la escasez de víveres y munición, hizo que el conde decidiera retirar sigilosamente sus tropas durante la noche del 25 de agosto.
Tras varias horas de travesía llegaron las tropas españolas a Mazagrán. Sin embargo, Hasán Bajá había advertido la huida de su enemigo y movilizó su ejército para seguirlo. En la mañana del 26 de agosto, las tropas otomanas atacaron al ejército español, que tuvo que buscar refugio dentro de la ciudad de Mazagrán. La retirada se produjo de forma tan desordenada que se produjeron numerosas bajas, tanto por el ataque turco como por aplastamiento entre los propios soldados. Una de las bajas fue el propio conde de Alcaudete, que murió probablemente arrollado durante el repliegue. Esto dejó el ejército en manos de su hijo Martín de Córdoba, que tras enterrar a su padre logró aguantar la ofensiva turca dentro de las murallas de Mazagrán. Dos capitanes españoles decidieron entonces iniciar negociaciones con los mensajeros de Hasán Bajá, pero a espaldas de su general y de sus propios compatriotas. Acordaron la capitulación de la plaza a cambio de salvar la vida de los capitanes que habían sobrevivido. En la noche del 26 de agosto, los otomanos entraron en Mazagrán sin encontrar resistencia, ya que los soldados entendieron que la negociación se había llevado a cabo a sabiendas del general. Al ser apresado, Martín de Córdoba descubrió la traición de sus propios capitanes. Hasán Bajá decidió perdonar la vida a los españoles, aunque les apresó como esclavos cristianos.

## Consecuencias
Los turcos capturaron en Mazagrán a unas 5000 personas, incluido el propio general Martín de Córdoba. Con la muerte del conde de Alcaudete, y con su hijo Martín apresado, la plaza de Orán quedó al mando de su hijo mayor Alfonso de Córdoba. Hasán Bajá decidió devolver a este el cadáver de su padre, a cambio de un rescate de 2000 ducados. El gobernador de Argel consolidó con esta victoria su renombre en Berbería. Martín de Córdoba fue liberado finalmente en 1561, después de que su hermano pagara un rescate de 23 000 escudos.